# Sektion Dresden des Deutschen Alpenvereins
Die Sektion Dresden des Deutschen Alpenvereins (DAV) e. V. (kurz DAV Dresden) ist eine Sektion des Deutschen Alpenvereins in Dresden. Sie wurde am 9. April 1873 als 32. Sektion des DuOeAV gegründet. Der DAV Dresden ist somit eine der älteren und mit 8.124 Mitgliedern (Stand: 31. Dezember 2024) eine der größeren Sektionen des Deutschen Alpenvereins auf Platz 44. Er ist nach dem Sächsischen Bergsteigerbund die zweitgrößte Sektion in Dresden sowie Ostdeutschlands vor der Sektion Leipzig.

## Geschichte
Die Sektion verbrachte die Jahre von 1953 bis 2000 im „Exil“ in Wuppertal und Böblingen (Ableger ist die Sektion Böblingen). Seit 2000 ist sie wieder in ihrer Heimatstadt Dresden angesiedelt.

## Sektionsvorsitzende
Eine chronologische Übersicht über alle Präsidenten der Sektion seit Gründung.
| Amtszeit  | Präsident         |
| --------- | ----------------- |
| 1873–1903 | Adolf Munkel      |
| 1904–1929 | Robert Gärtner    |
| 1929–1933 | Heinrich Herschel |
| 1933–1945 | Rudolf Fehrmann   |
| 1945–1953 |                   |
| 1953–1959 | Wolfgang Rössler  |
| 1959–1976 | Rudolf Gedicke    |
| 1976–1992 | Roland Paulik     |
| 1993–2008 | Ludwig Gedicke    |
| 2008–2018 | Claus Lippmann    |
| Seit 2018 | Christian Rucker  |

## Bekannte Mitglieder
- König von Sachsen Friedrich August III.
- Gustav Adolf Kuhfahl
- Irmgard Uhlig
- Harald Uhlig
- Heinrich Herschel
- Hans-Jochen Schneider

Das Große Ehrenzeichen der Sektion wird für Verdienste um die Sektion Dresden verliehen.

## Hütten der Sektion
Stubaier Alpen
- Dresdner Hütte, 2308 m (erbaut: 1875, Neubau bereits 1887)
- Hochstubaihütte, 3173 m (erbaut: 1930–1933)
- Zollhütte,[8] In unmittelbarer Nachbarschaft zur Dresdner Hütte befindet sich die ehemalige Zollhütte. 2012 entstand aus einem jahrzehntelang leer stehenden Baukörper eine Berghütte.

### Ehemalige Hütten der Sektion
- Schlüterhütte, auch „Franz-Schlüter-Hütte“, 2297 m, (Dolomiten) (August 1898 Einweihung, 1907 umgebaut und erweitert. 1925 Sektion Ligure „Rifugio Genova“. Ab 1946 Sektion Brixen des CAI, seit 1999 Autonome Provinz Bozen)
- Zufallhütte, 2265 m, (Ortler-Alpen) (erbaut: 1882, ab 1884 bewirtschaftet und 1913 erweitert. 1921 Sektion Mailand des CAI, seit 1999 Autonome Provinz Bozen)
- Rifugio Pradidali, auch „Pravitalehütte“, 2278 m, (Palagruppe, Dolomiten) (erbaut: 1896/97, 30. August 1897 eingeweiht, seit 1921 Sektion Treviso des CAI)
- Rifugio Treviso, auch „Canalihütte“, 1630 m, (Palagruppe, Dolomiten) (erbaut: 1896, 30. August 1897 eingeweiht, seit 1921 Sektion Treviso des CAI)

## Sektionsgruppen
- Wandergruppe „Die Wanderlatschen“[9]
- Klettergruppe „Standplatzschlingel“[10]
- Fotogruppe[11]

## Kletteranlagen der Sektion
- XXL „die Wand“ Kletteranlage[12]

## Umwelt und Naturschutz im DAV
Seit 2005 ist der DAV als Naturschutzverband anerkannt. Als solcher bekennt er sich zum ganzheitlichen Natur- und Umweltschutz.

## Ereignisse der Sektion
- Sächsische Himalaya Jugend-Expedition 1995